# Industriae tuae
Industriae tuae (Horlivosti tvé) jsou počáteční slova buly, již vydal v červnu roku 880 papež Jan VIII., aby informoval moravského knížete Svatopluka o výsledku synody konané v Římě, před kterou byl (na základě stížností latinských kněží Wichinga a Jana z Benátek) předvolán moravský arcibiskup Metoděj, aby vysvětlil, v co věří, co učí a co učí také jeho žáci.  Jan VIII. v ní především potvrdil rozhodnutí svého předchůdce Hadriána II., kterými Hadrián v polovině roku 869 schválil užívání slovanské liturgie (bula Gloria in excelsis Deo) a ustanovil Metoděje v čele moravsko-panonské arcidiecéze zřízené na podzim téhož roku.
Vydání buly bylo velkým úspěchem zahraniční politiky Svatopluka I. Je to nejvýznamnější písemnost tohoto období, protože v ní papež Svatopluka klade na roveň ostatních křesťanských (především franských) panovníků tehdejší Evropy. Originální text buly se nezachoval. Její opis je obsažen v kodexu z Monte Cassina z 11. století ve Vatikánském archivu.
V tomto listu papež:
- vyhlásil Velkou Moravu za léno Svaté stolice, což znamenalo, že postavil tuto říši na roveň říši Východofranské
- založil nitranskou diecézi[2] (o skoro sto let starší než nejstarší česká diecéze – pražská, která byla založena až roku 973)
- potvrdil Metodějovy úlohy a funkce
- potvrdil, že vysvětil Wichinga za biskupa nitranské církve
- přikázal, aby byl vyhnán z Velké Moravy všechen klérus, který se Metodějovi postaví na odpor
- schválil používání slovanského písma (hlaholice) a přikázal, aby se bohoslužby (liturgie) konaly ve slovanském jazyce (kromě evangelia, které se mělo číst nejprve latinsky)
- povolil, aby se bohoslužby pro Svatopluka a jeho družinu konaly v latině, protože Svatopluk osobně upřednostňoval latinu